# Platycercus venustus
Platycercus venustus là một loài chim thuộc họ Psittacidae.
Loài này có phạm vi phân bố từ vịnh Carpentaria và Arnhem Land đến Kimberley. Loài này được mô tả bởi Heinrich Kuhl năm 1820, và có hai phân loài được công nhận. Loài chim này có đầu và cổ sậm màu với màu tối với màu trắng nổi bật trên má ở phân loài từ Lãnh thổ Bắc Úc và màu xanh da trời ở phân loài Tây Úc hillii. 
Loài chim này có lớp lông cứng cánh và lông vai màu đen với các vảy vàng mịn, còn lưng, mông và phần dưới của nó có màu vàng nhạt với những vảy vàng đen mịn. Đuôi dài là xanh dương và đôi cánh màu đen và tím xanh. Chim trống và chim mái có bộ lông tương tự, trong khi đó con cái và chim non thường có màu đỏ.
Loài chim này được tìm thấy trong rừng và vùng đất hoang mạc mở rộng, phân loài phía bắc chủ yếu là ăn thực vật, đặc biệt là cỏ và bạch đàn, cũng như hoa quả, nhưng cũng có thể ăn côn trùng. Chúng xây tổ trong hốc cây. Mặc dù không phổ biến, phân loài phía bắc được đánh giá là loài ít quan tâm trên sách đỏ IUCN.

## Phân loại

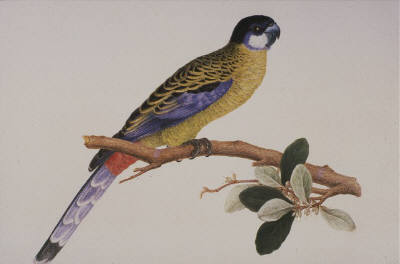
Tranh vẽ bởi Ferdinand Bauer khoảng năm 1811–1813

Loài chim này được mô tả lần đầu với danh pháp Psittacus venustus bởi nhà tự nhiên học Đức Heinrich Kuhl năm 1820. Mô tả này dựa trên một minh hoạ của Ferdinand Bauer từ một mẫu vật được Robert Brown (nhà thực vật học sinh ra năm 1773) Robert Brown vào tháng 2 năm 1803, trong chuyến đi vòng quanh bờ biển Úc Matthew Flinders. Tên cụ thể của loài từ tiếng Latin venustus "đáng yêu". Nhà động vật học Hà Lan Coenraad Jacob Temminck đã xuất bản tên Psittacus brownii để vinh danh Brown năm 1821, nhà động vật học Ai Len Nicholas Aylward Vigors đã chuyển loài này (dưới danh pháp P. brownii) sang chi Platycercus năm 1827, mô tả loài này là "đẹp nhất trong họ". Tuy nhiên, John Gould viết trong cuốn sách của mình năm 1865 có tựa Handbook to the Birds of Australia, "Cho đến nay, loài chim này đã được các nhà điểu học gọi là Platycercus brownii, một danh hiệu cụ thể để tôn vinh nhà thực vật học nổi tiếng; nhưng mà, tôi rất tiếc phải nói, phải ưu tiên tên venustus."  
Gregory Mathews mô tả phân loài P. venustus hillii năm 1910, được thu thập bởi G.F. Hill từ vịnh Napier Broome ở Tây Úc. Ông lưu ý rằng má của phân loài này có nhiều màu xanh và ít trắng hơn phân loài chỉ định. Sông Victoria đánh dấu biên giới giữa phân loài này và phân loài chỉ định. Nhà phân loại động vật Arthur Cain đã xem phân loài như đồng nghĩa với việc đề cử như là sự khác biệt duy nhất mà ông biết là màu sắc của má, nhưng thừa nhận những bằng chứng khác có thể chứng minh chúng khác biệt. Cùng với sự khác biệt về bộ lông má, hai loài này khác biệt với nhau về "hillii" có lông màu vàng sáng hơn trên ngực và bụng với những cạnh đen mỏng hơn, và mỏ dài hơn và rộng hơn. Một phân loài,  P. venustus melvillensis từ đảo Melville, đã được mô tả bởi Mathews năm 1912, ghi chú rằng chúng có lông tối màu hơn trên lưng. Tuy nhiên, người ta cho rằng không thể phân biệt được với phân loài chỉ định.